# Бостон бруинси
Бостон бруинси (енгл. Boston Bruins) су професионални амерички хокејашки клуб из Бостона (Масачусетс). Такмиче се у Националној хокејашкој лиги (НХЛ) у Атлантској дивизији Источне конференције. Клуб је део „Оригиналне шесторке НХЛ лиге“ коју чине још и Чикаго блекхокси, Детроит ред вингси, Монтреал канадијанси, Њујорк ренџерси и Торонто мејпл лифси.
Клуб је основан 1924. године и трећа је екипа по старости у целој лиги, а уједно и најстарија са територије САД. Трофеј Стенли купа освајали су 6 пута, последњи пут у сезони 2010/11. (први трофеј након 1972. године).
Домаће утакмице Бостон од 1995. игра на леду дворане ТД гарден капацитета 17.565 гледалаца. Пре пресељења у нову дворану екипа је од 1928. (целих 67 сезона) наступала у дворани Бостон гарден.
Боје клуба су црна, златна и бела.

## Историја

### Ране године
У својим раним годинама, Бруинси су освојили три Стенли Купа: 1929, 1939, и 1941. године.
Тим је у првенству 1930-их предводио Еди Шор, који је освојио Харт трофеј, као највреднији играч (МВП) у НХЛ лиги 1933, 1935, 1936. и 1938. године.

### Каснији период
Бруинси су имали јак тим касних седамдесетих, осамдесетих и раних деведесетих година двадесетог века. Бостон је 1970. године освојио четврту титулу, када је у финалу савладан Сент Луис блуз са 4:0 у победама. Две године касније, 1972. године, освојена је пета титула. Бруинси су у финалу били успешнији од Њујорк ренџерса, 4:2.
У сезони 2010/11. Бруинси су освојили шести Стенли куп. Након седмог места у регуларном делу сезоне, у плеј-офу су били бољи од Монтреал канадијанса, Филаделфија флајерса, Тампа беј лајтнингса и коначно у великом финалу од Ванкувер канакса.
Сезону 2018/19. Бруинси су окончали на другом месту у дивизији. У плеј-офу били су бољи од Торонто мејп лифса, Коламбус блу џакетса и Каролина харикенса, чиме су стигли до финала, где их је чекао Сент Луис блуз. Ипак у репризи финала из 1970. године, блуз је био бољи након седам утакмица.
Такође освајали су и Председнички трофеј, као најбољи тим у регуларном делу, у сезонама 1989/90, 2013/14, 2019/20. и 2022/23.

## Дворана
ТД гарден (енгл. TD Garden) је вишенаменска спортска дворана у Бостону, у америчкој савезној држави Масачусетс. Капацитет дворане за хокеј је 17.565 места.
Изградња дворане је почела 29. априла 1993. године, а хала је завршена 30. септембра 1995. године.

## Трофеји
| Стенли куп           | Првак | 6  | 1928/29, 1938/39, 1940/41, 1969/70, 1971/72, 2010/11. |
| Источна конференција | Првак | 5  | 1987/88, 1989/90, 2010/11, 2012/13, 2018/19 |
| Председнички трофеј  | Првак | 4  | 1989/90, 2013/14, 2019/20, 2022/23 |
| Дивизија             | Првак | 27 | 1927/28, 1928/29, 1929/30, 1930/31, 1932/33, 1934/35, 1937/38, 1970/71, 1971/72, 1973/74, 1975/76, 1976/77, 1977/78, 1978/79, 1982/83, 1983/84, 1989/90, 1990/91, 1992/93, 2001/02, 2003/04, 2008/09, 2010/2011, 2011/12, 2013/14, 2019/20, 2022/23 |

## Повучени бројеви играча
| Број | Играч            | Позиција | Каријера         | Датум повлачења   |
| ---- | ---------------- | -------- | ---------------- | ----------------- |
| 2    | Еди Шор          | О        | 1926–40          | 1. јануар 1947    |
| 3    | Лионел Хитчмен 1 | О        | 1925–34          | 22. фебруар 1934  |
| 4    | Боби Ор          | О        | 1966–76          | 9. јануар 1979    |
| 5    | Дит Клејпер      | Н, О     | 1927–47          | 12. фебруар 1947  |
| 7    | Фил Еспозито     | Н        | 1967–75          | 3. децембар 1987  |
| 8    | Кем Нили         | Н        | 1986–96          | 12. јануар 2004   |
| 9    | Џони Буцик       | Н        | 1957–78          | 13. март 1980     |
| 15   | Милт Шмидт       | Н        | 1936–55          | 13. март 1980     |
| 16   | Рик Мидлтон      | Н        | 1976-88          | 29. новембар 2018 |
| 22   | Вили О’Ри        | Н        | 1957-58, 1960-61 | 18. јануар 2022   |
| 24   | Тери О’Рели      | Н        | 1972–85          | 24. октобар 2002  |
| 77   | Реј Бурк         | О        | 1979–2000        | 4. октобар 2001   |

Напомена:
- 1 Хитчмен је био први играч у Бруинсима коме је повучен број и други у професионалном спорту.[3]
- 2 Вејн Грецки никад није играо у Бостон бруинсима. НХЛ је повукао дрес са бројем 99 за све тимове.
- Бруинси су једини тим од "Оригиналне шесторке" који није повукао дрес са бројем 1.